# Culture de Daxi
La culture de Daxi (chinois : 大溪文化 ; pinyin :  Dàxī wénhuà ) est une culture néolithique chinoise, datée d'environ 5000 à 3300 av. J.-C., qui s'est développée dans la région des Trois Gorges, sur le cours moyen du fleuve Yangzi, en Chine centrale et méridionale. Elle pourrait avoir été la source de la culture de Qujialing-Shijiahe (3000 - 2100), qui fut contemporaine de la dernière phase de la culture de Yangshao et surtout de la culture de Longshan.

## Extension géographique

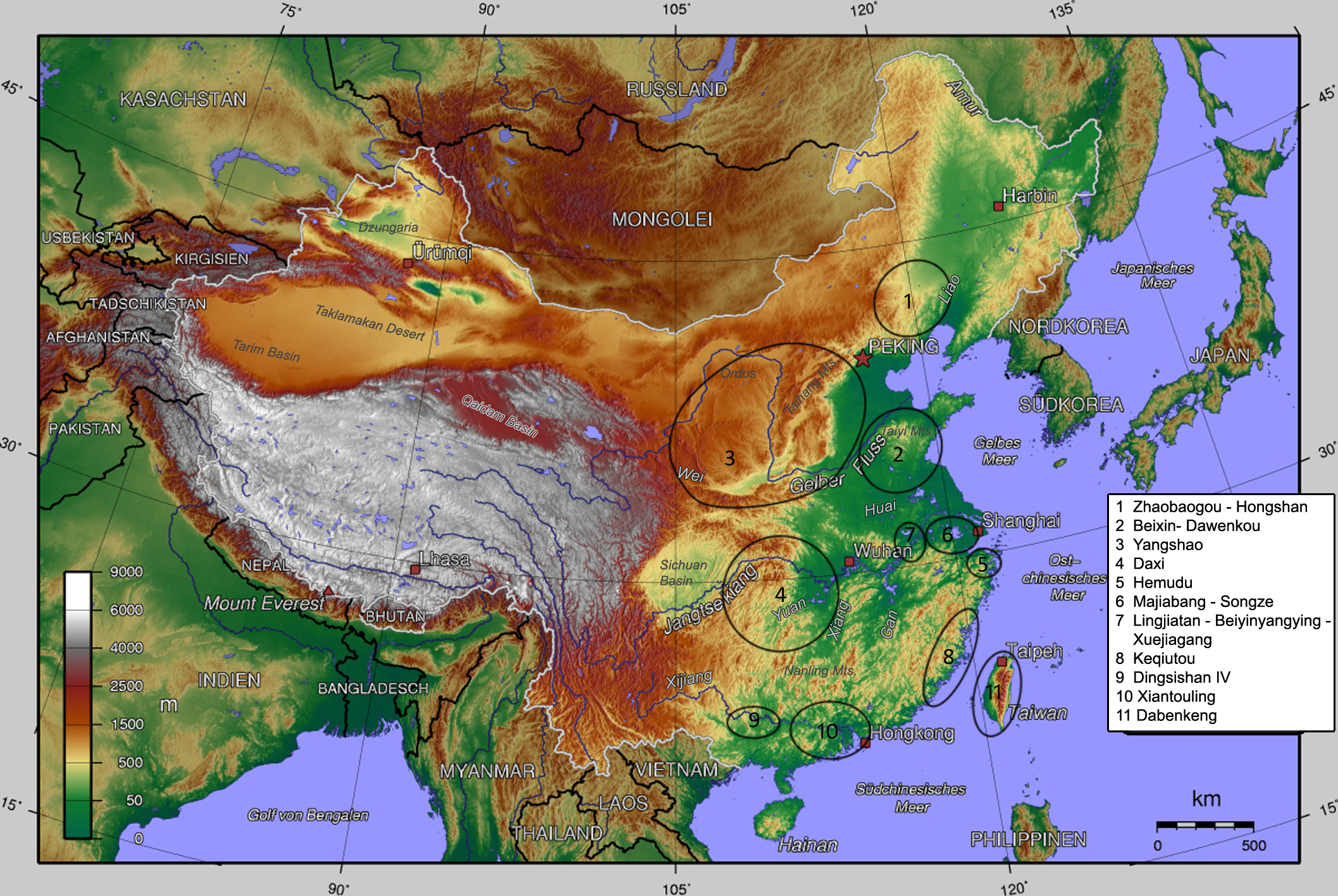
Cultures du néolithique en Chine

Cette culture a été découverte sur le site éponyme de Daxi, dans le xian de Wushan (Chongqing), à l'entrée de la gorge Wu, la deuxième des Trois Gorges. Elle recouvre en fait une région très étendue qui comprend les Trois Gorges, la plaine de Jianghan (entre Yangzi et Han) et la région du lac Dongting, au Hunan. On a pu ainsi fragmenter cette vaste surface en plusieurs entités, dont la culture du Guanmiaoshan au Nord, et la culture de Tangjiagang au Sud, laquelle est en relation avec des cultures prénéolithiques réunies sous le nom de culture de Pengtoushan. La plaine de Liyang, au Hunan, qui était traversée par de nombreux cours d'eau, a livré quarante-six sites, quand la culture précédente du bas Zaoshi (vers 5800 - 5500), dans la même région, n'en avait compté que dix-sept.

## Habitat
Plusieurs centaines de sites ont été découverts dont la taille varie entre 5 et 15 ha. Certains villages étaient entourés de fossés, dans la tradition du site de Bashidang, où ces fossés auraient servi au drainage du terrain pendant la saison des pluies.
Le site de Chengtoushan (en), entouré d'un fossé de drainage dès sa fondation vers 4500, est aussi rapidement protégé par un mur et un fossé profond. Sa superficie couvre 8 ha vers 4000. Datant des premiers temps de son occupation le site comporte les premières rizières connues à ce jour en Chine (2012).
Dans la partie enclose on a retrouvé des restes d'habitations, des tombes et des fours, ainsi qu'un autel destiné aux sacrifices d'environ 200 m2, avec un sol nettoyé, constitué d'une terre jaune.
L'enclos pouvait avoir aussi bien une fonction défensive qu'être une simple protection contre les inondations.

## Sépultures
De nombreuses fosses étaient disposées autour de l'autel et contenaient des squelettes humains, de l'argile cuite, des cendres, des poteries et des os d'animaux ou du riz. Alors que la plupart des tombes ne contenaient aucun dépôt funéraire ou seulement quelques céramiques, une tombe était occupée par un adulte mâle, sur lequel on avait dispersé du cinabre, et deux ornements de jade l'accompagnaient, ainsi que 27 poteries et un crâne d'enfant. On peut en conclure que les populations pratiquaient des rites sophistiqués qui ont laissé des traces jusqu'à aujourd'hui, et qu'une différenciation sociale y était particulièrement marquée.

## Agriculture
Avec le riz d'autres plantes étaient comestibles, parmi lesquelles on rencontre la mâcre nageante (ou châtaigne d'eau), la Coix lacryma-jobi (l’Herbe à chapelets, Larmille ou, Larme-de-Job), l'Euryale ferox (ou nénuphar épineux), la Perilla pourpre , la courge cireuse, les châtaignes, les pêches et les prunes, etc. Si tous ces végétaux n'étaient pas domestiqués leur variété est attestée et permettait de varier les goûts d'un régime alimentaire peut-être trop homogène s'il n'avait comporté que du riz. D'ailleurs les restes de faune témoignent de la consommation d'une vingtaine d'espèces, et le porc était définitivement domestiqué.
La population s'est accrue considérablement grâce à cette alimentation plus abondante. Cette expansion démographique a pu entrainer une migration vers le sud. Certains archéologues, remarquant des similitudes dans la céramique peinte et dans les céramiques blanches, supposent qu'il y aurait eu concurrence avec les cultures du delta de la Rivière des Perles (jusqu'à Hong Kong, Macao et les iles) attribuable à la diffusion de la culture de Daxi.  

## Les formes: outils, céramique

### Outils
Les outils de pierre sont en général des pierres polies. Parmi les pierres taillées on trouve en général des galets aménagés, et des grattoirs.

### Céramique
La céramique la plus courante est rouge, parfois décorée de motifs noirs. Les dégraissants les plus utilisés étaient tout simplement le sable ou des fibres végétales. Les terres cuites de couleur noire sont devenues plus nombreuses avec le temps, et quelques poteries blanches de forme élégante ont été trouvées sur les sites de Tangjiagang et Gaomiao au Hunan.

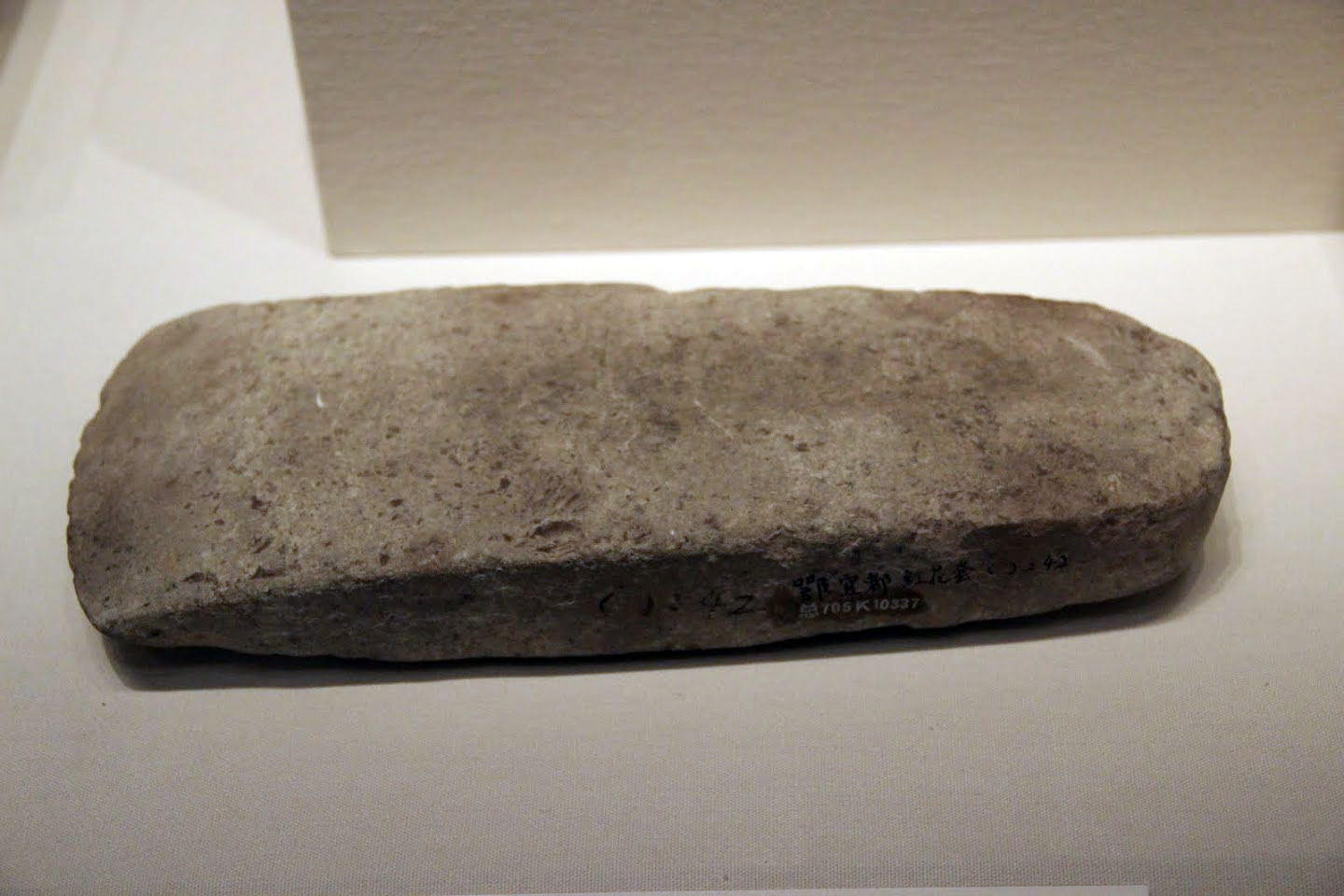
Hache de pierre polie. Culture de Daxi au Hubei. Musée National de Chine, Pékin
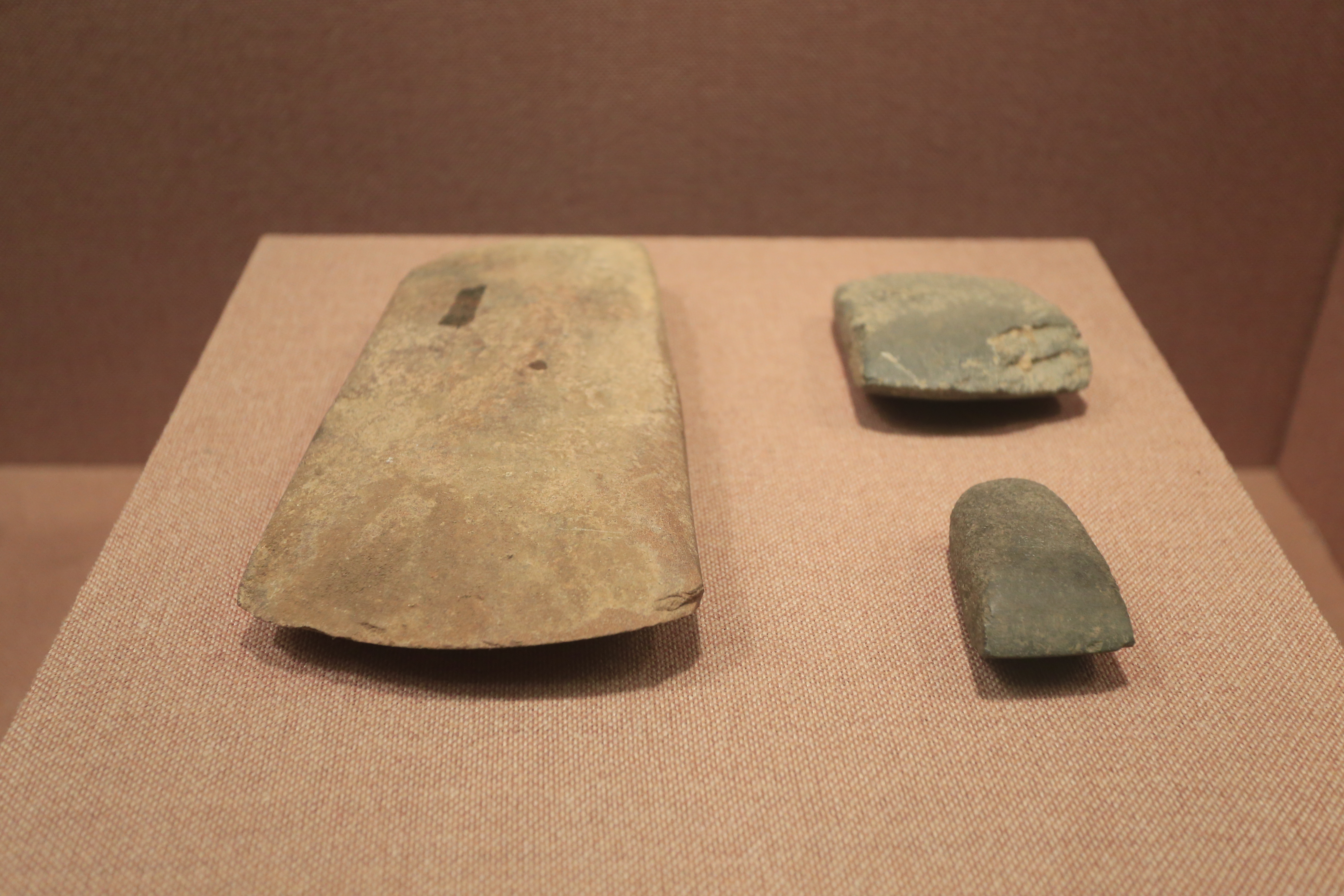
Divers outils de pierre polie. Culture de Daxi, site de Diaolongbei[8]. Musée de Xiangyang, Hubei